# Tractat de Brest-Litovsk
El tractat de Brest-Litovsk va ser un tractat de pau que es va signar el 3 de març de 1918 a Brest-Litovsk, (ara Biérastse) entre les Potències Centrals i Rússia, que va suposar la retirada de Rússia de la Primera Guerra Mundial.
Encara que el tractat va quedar pràcticament obsolet abans d'acabar l'any, va alleujar els bolxevics que continuaven lluitant en la seva guerra civil i va afirmar la independència de Finlàndia, Letònia, Estònia, Lituània i Ucraïna. A Polònia, que no apareixia al tractat, la seva signatura va provocar protestes i aldarulls, i la retirada definitiva de tot suport a les Potències Centrals.

## Negociacions de l'armistici

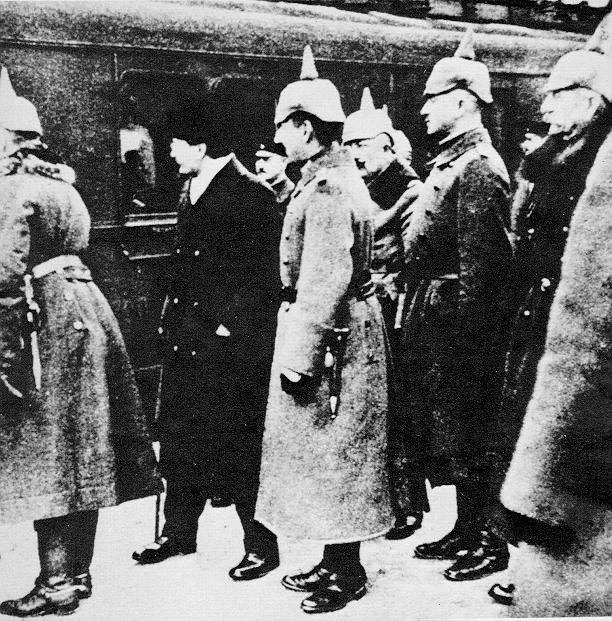
Lev Trotski saludat per oficials alemanys a Brest-Litovsk

Les negociacions de pau van començar el 22 de desembre de 1917, una setmana després de la conclusió d'un armistici entre Rússia i les Potències Centrals, a Brest-Litovsk, a prop de la frontera polonesa. Els alemanys estaven representats oficialment pel Secretari d'Afers Exteriors Richard von Kühlmann, però la figura més important en les negociacions pel bàndol alemany va ser el general Max Hoffmann, cap de l'Estat Major dels exèrcits alemanys del Front Oriental (Oberkommando-Ostfront). Àustria-Hongria era representada pel ministre d'Afers Exteriors Ottokar Czernin, i per l'Imperi Otomà hi assistia Talat Pasha. Els alemanys exigien la "independència" de Polònia i Lituània, que ja ocupaven, mentre que els bolxevics demanaven "pau sense annexions ni indemnitzacions"
— en altres paraules, un acord sota el qual el govern revolucionari que succeís l'Imperi Rus no cediria ni territoris ni diners.
Cal tenir en compte que aquestes negociacions tenien lloc uns nou mesos després de l'entrada dels Estats Units a la guerra, però abans que els americans contribuïssin significativament al Front Occidental. Els bolxevics probablement creien que els alemanys aprofitarien l'oportunitat de fer la pau amb Rússia (fins i tot amb condicions moderades) per poder tenir una oportunitat de derrotar França i el Regne Unit abans no arribessin els americans, encara que això signifiqués que s'haguessin de conformar amb condicions menys generoses.
Frustrat amb les contínues exigències de cessions de territori, Lev Trotski, el Comissari Popular de Relacions Exteriors (l'equivalent al ministre d'Afers Exteriors) bolxevic, i cap de la delegació russa, va anunciar el 10 de febrer de 1918 la retirada de Rússia de les negociacions i la declaració unilateral del final de les hostilitats, una posició resumida com a "ni guerra — ni pau".
Denunciat per altres líders bolxevics per excedir-se en les seves instruccions i exposar Rússia a l'amenaça d'una invasió, Trotski va defensar la seva acció sobre la base que els líders bolxevics havien entrat en les converses de pau amb l'esperança de fer evidents les ambicions territorials dels seus enemics, i provocar l'alçament dels treballadors de l'Europa central en una revolució en defensa del nou estat proletari de Rússia.

## Termes del tractat
Segons el tractat, Rússia cedia extensos territoris:
- A Alemanya li cedia Polònia, Curlàndia i Lituània.
- Letònia (Livònia), Estònia i Finlàndia (amb les Illes Åland) serien independents i Rússia retiraria les seves forces.
- Retirada russa d'Ucraïna, reconeixement de la seva independència i del tractat entre Ucraïna i Alemanya de 9 de febrer de 1918.
- A Turquia se li cedien Batum, Kars i Ardahan.
- Finalment es pagava una forta indemnització de guerra

## Continuació de les hostilitats
El Tractat no fou reconegut pels aliats, que obligaren a la seva anul·lació a l'Armistici de Mudros, signat l'11 de novembre de 1918.
El Tractat no fou reconegut per Armenia, Azerbaijan i Georgia, que van declarar la independència de l'Imperi otomà formant la República Democràtica Federal de Transcaucàsia.
Les conseqüències per als bolxevics, però, van ser pitjors del que s'esperaven. Les Potències Centrals van repudiar l'armistici el 18 de febrer de 1918, i durant la següent quinzena van apoderar-se de la major part d'Ucraïna, Belarús i els Estats Bàltics. Travessant el gel del Mar Bàltic, una flota alemanya es va acostar cap al Golf de Finlàndia i la capital de Rússia Petrograd. Malgrat les vagues i manifestacions del mes anterior en protesta contra les dificultats econòmiques, els treballadors d'Alemanya no van fer cap revolució, i el 3 de març, els bolxevics van acceptar condicions pitjors que les que havien rebutjat abans.